# Type 11 SNCB
Le Type 11 des chemins de fer belges (Chemins de fer de l'État belge puis SNCB) est une série de locomotives à vapeur pour trains omnibus de disposition 030T mises en service de 1888 à 1898.
Succédant aux 120T du type 5, elles sont affectées aux trains de voyageurs omnibus, appelés trains-tramways au XIXe siècle et sont reléguées aux manœuvres en fin de carrière.

## Origines

### Trains omnibus des Chemins de fer de l’État belge
Aux premiers temps des chemins de fer en Belgique, les locomotives les plus anciennes étaient reléguées aux trains locaux lorsque des machines plus puissantes et rapides étaient introduites. Une partie de ces locomotives à un ou deux essieux moteurs étaient tendérisées (transformées en locomotive tender) pour faciliter la marche cabine en avant et ne pas avoir à être virées sur une plaque tournante aux terminus.

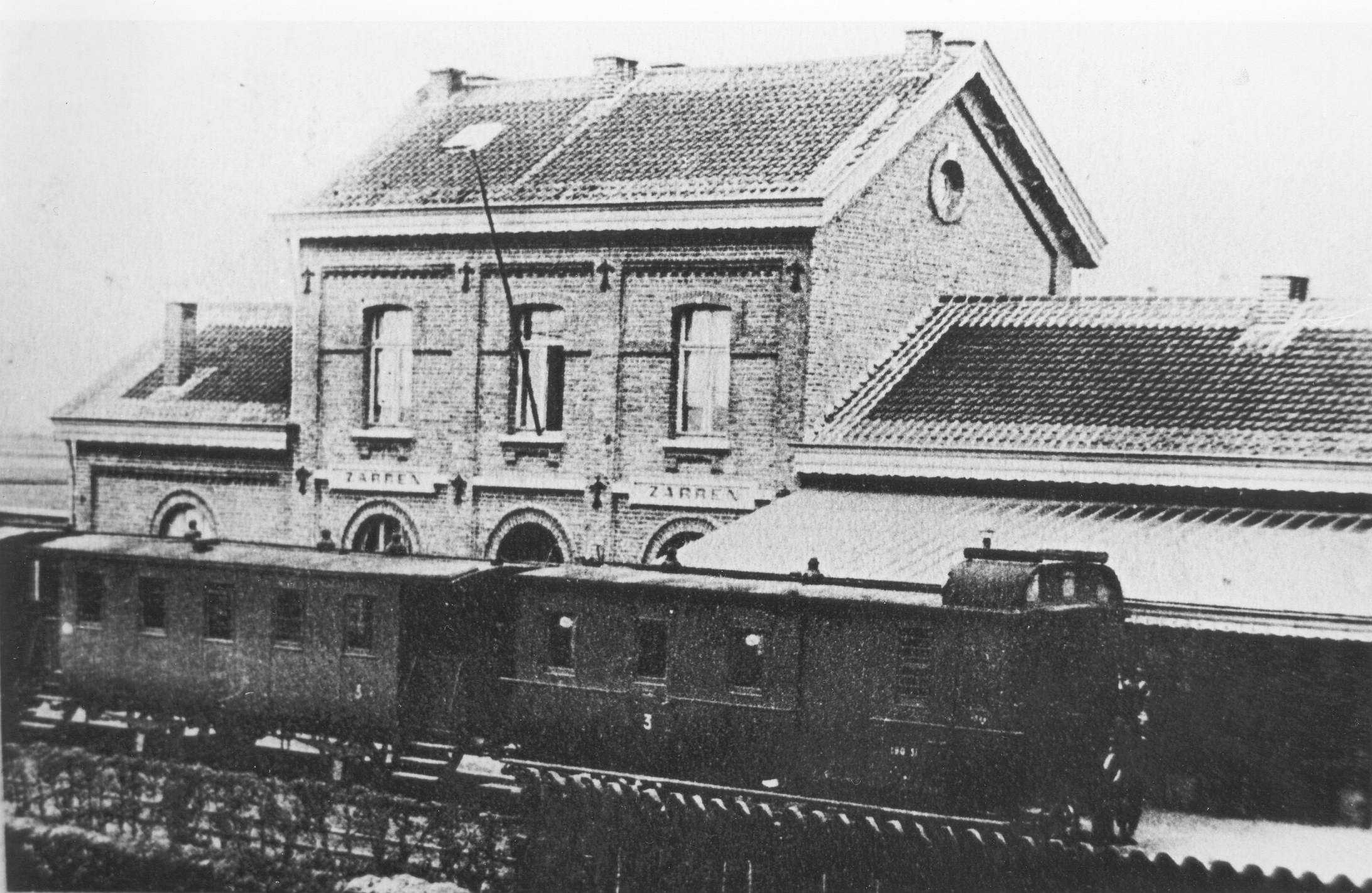
Rame de voitures "trains-tramways" en 1910.

Dans les années 1870-1890, l'accélération des trains à longue distance sur les lignes principales combinée au besoin de développer les villages et quartiers excentrés pousse à la création d'une nouvelle catégorie de trains : les trains-tramways, s'arrêtant dans toutes les gares de la ligne mais aussi à de nouveaux points d'arrêts créés à l'occasion. Constitués de nouvelles voitures légères à deux essieux et couloir central, ils sont remorquées par de petites locomotives-tenders de faible puissance mais capables de meilleures accélérations que les locomotives pour express à grandes roues.
Pour remplacer le parc hétéroclite de locomotives pour trains omnibus, l'Administration des chemins de fer de l'État belge commande en 1880-1881 trente-six locomotives du type 5, quarante-six locomotives-fourgon, et plusieurs petites séries de voitures à vapeur à un ou deux essieux moteurs ; ces dernières sont capables de tracter entre une et quatre voitures. Pour les trains plus lourds et plus rapides, des 031T type 3 et 131T type 4 ont été livrées auparavant.

### Commande et mise au point

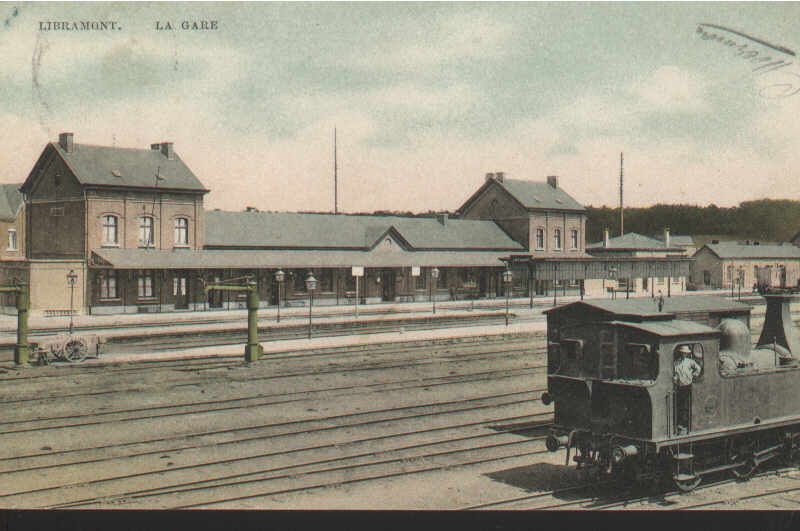
Une type 11, avec intercirculation de cabine, en gare de Libramont vers 1900.

Les type 5 et locomotives-fourgon étant de faible puissance tout comme les voitures automotrices (handicapées par la forme particulière de leur chaudière et le manque d'espace), un nouveau modèle est mis à l'étude.
La nouvelle locomotive est prévue pour remorquer des trains omnibus de la région de Charleroi, où de nombreuses lignes comportent des rampes, et pouvoir être utilisée en trafic marchandises. Le cahier des charges demande de remorquer un train de 110 t à 30 km/h sur les rampes de 16 ‰ de la ligne du Luxembourg et à 55 km/h en palier. La Société de Saint-Léonard livre les plans d'un modèle qui sera adopté par l’État belge.

### La construction des locomotives type 11
La Société de Saint-Léonard livre le prototype numéroté 200 en 1888 tandis qu'une commande de 40 locomotive est passée à dix constructeurs belges.

#### Première variante
Les quarante et une type 11, prototype compris, mises en service en 1888 — avec une numérotation discontinue due au réemploi de matricules vacants de locomotives radiées — se répartissent comme suit :
- 200-201, 205, 215, 217 et 219, livrées par Saint-Léonard ;

- 221, 225-226, 230 et 232 par la Société Franco-Belge (la Croyère) ;

- 237, 286 et 305 par Cockerill ;

- 322, 325, 254, 349, 353, 297 et 354 par Couillet, avec une numérotation non croissante ;

- 358, 390, 399-400 et 415, livrées par Tubize ;

- 421, 462-463, 467 et 474 par Carels ;

- 476, 480 et 483 par Haine-Saint-Pierre ;

- 484-485 par les Ateliers de la Meuse ;

- 492-493 et 495-496 par Zimmerman-Hanrez.

- la 497 est construite par le constructeur Lambert à Marcinelle.

L'année suivante la Meuse livre également la locomotive n°206. Cette dernière est prévue pour figurer à l'Exposition universelle de Paris de 1889 aux côtés de la type 11 prototype.
En 1891-1892, une seconde tranche de 16 locomotives du premier type entre en service avec une numérotation continue :
- les 1956-1961 et 1962-1965 sont livrées en 1891, respectivement par Couillet et Zimmerman-Hanrez ;

- les 2115-2117 (la Meuse) et 2118-2120 (Tubize) entrent en service en 1892.

#### Deuxième variante
Les locomotives type 11 du second type différent par leur chaudière, qui conserve la cheminée carrée mais se distingue par la position du dôme, proche de la cheminée et des soupapes Wilson. Vingt-sept exemplaires sont sorties d'usine de 1893 à 1896 :
- les 2121-2124, 106, 161, 252, 418, 465, 470, 210, 208, 211, 437, 406 et 433-436 , livrées dans cet ordre par Zimmerman-Hanrez ;

- les 2125-2129, 439, 460 et 479 par Carels.

#### Troisième variante
Une dernière série de dix-sept locomotives dotées d'une nouvelle chaudière avec une cheminée tronçonnique (conique) est livrée de 1897 à 1898 :
- les 128, 144, 241, 335, 257, 267, 333, 422, 438 et 309 sont construites par Zimmerman-Hanrez ;

- les 2214 à 2219 par Saint-Léonard ;

- la 323, fabriquée par la société des Ateliers de Boussu, a figuré à l'Exposition universelle de Bruxelles de 1897.

Toutes ces locomotives sont classées dans le type 11 : une série qui désignait auparavant huit locomotives à tender séparé de disposition 120 construites en 1866 pour la Grande Compagnie du Luxembourg et reprises par l’État en 1873. Les deux exemplaires restants furent classés hors-type et radiés en 1889 et 1904.

## Caractéristiques
Les locomotives du premier type et du second[réf. souhaitée] avaient une masse en charge de 33,91 t, contre 34,10 pour celles de 1897-1898. Les réservoirs d'eau latéraux ont une capacité de 4 m3 et les deux soutes arrière peuvent contenir 1,2 t de charbon, ce volume étant accru plus tard par suppression de la porte d'intercirculation. Le poids par essieu dépasse légèrement les 10 t du cahier des charges puisque l'essieu central, le plus chargé, supporte 1 179 kg sur les machines de la première tranche et 1 185 sur celles de 1897-98.

## Carrière
De disposition 030T, ces locomotives sont à cylindres extérieurs et distribution Walschaerts, alors que les autres séries unifiées de l’État belge ont une distribution Stephenson couplée à des cylindres intérieurs. La chaudière possède un foyer Belpaire à fond plat et la cloison arrière de la cabine est percée d'une porte séparant en deux la soute à charbon, afin de servir d'intercirculation, notamment lors de manœuvres dans les gares, et dans le but de faire circuler des rames réversibles, projet rapidement annulé pour des raisons de sécurité. En dehors des trains-tramways composés de voitures dédiées à deux essieux et plateformes ouvertes, elles remorquaient aussi des voitures GCI à trois essieux en heure de pointe.

### Avant guerre
En 1909, alors que l'augmentation du poids de certains trains omnibus et l'arrivée des locomotives-tender type 15 avaient relégué celles du type au aux services moins nobles et aux lignes secondaires où les engins lourds étaient proscrits, l'ensemble des 102 type 11 est réparti dans 16 remises :
- Anvers-Sud, où elles circulent notamment vers Boom et Puurs ;
- Bastogne et Bertrix, sur des trains vers Libramont, Virton, Gouvy et Wiltz ;
- Berzée, vers Laneffe, Thuillies et Chimay ;
- Bruges, sur les lignes vers Eeklo, Zelzate et Gand ;
- Ciney, vers Statte et Yvoir ;
- Termonde, sur la ligne 57 d'Alost à Saint-Nicolas ;
- Courtrai, notamment en direction de Roulers, Ypres et le Touquet (à la frontière près d'Armentières) ;
- Liège, sur des trains vers Visé ou Verviers ;
- Nieuport, pour la desserte de la ligne vers Diksmuide ;
- Ostende-Ville, sur des trains vers Bruges et Torhout ;
- Statte (État belge), vers Ciney ou Landen ;
- Tamines et Walcourt, sur des trains en direction de Dinant et Florennes ;
- Virton, vers Athus et Montmédy ;
- Visé, où elles desservent la ligne de Liège. Après-guerre on les verra aussi sur la ligne 24.

À cette période, plusieurs chaudières de rechange sont appliquées aux locomotives les plus anciennes ; elles se caractérisent par une cheminée conique semblable à celle des locomotives du dernier sous-type. La plupart des locomotives est dotée du frein Westinghouse, les dernières étant converties après le conflit.

### Première guerre mondiale
Au moment de l'invasion allemande de 1914, seule une partie des type 11 est évacuée. Les autres tombent entre les mains allemandes ou sont détruites lors des combats ; notamment une type 11 du dépôt de Nieuport détruite lors des multiples bombardements. Plusieurs locomotives, usées par un service où les tonnages remorqués dépassaient leurs capacités, ont été cannibalisées ou envoyées à la mitraille. Au lendemain du conflit, il 54 type 11 ne figurent plus à l'effectif, auxquelles s'ajoute la 2120, radiée en 1923.
En 1931, les type 11 survivantes sont immatriculées 1100 à 1146 en se basant sur l'ordre croissant de l'ancienne numérotation (laquelle ne tenait pas compte de l'ordre de mise en service).

### Fin de carrière
La réforme de la série est toutefois entamée dès les années 1930 et leurs prestations se réduisent. En cause, le déplacement de locomotives plus puissantes, des types 15, 44 ou 96 entre-autres, sur les trains omnibus où des voitures à trois essieux font leur apparition, déplacées dans les deux cas par l'arrivée de matériel moderne sur les grandes lignes. L'arrivée des premiers autorails pour lignes secondaires à la fin des années 30 sonne le glas des dernières type 11 affectées aux voyageurs.
En plus de trains omnibus, elles sont de plus en plus utilisées aux manœuvres, notamment à Mons, Latour (Virton), et dans le port d'Ostende.
La mise à la retraite des type 11 s’accélère en 1939 mais il en reste vingt-neuf au moment de la défaite de 1940, affectées à Ans, Anvers-Sud, Saint-Nicolas, Ostende, Ypres et Walcourt. Dans le chaos de l'occupation, où de grandes quantités de locomotives plus modernes sont emmenées en Allemagne et où le pétrole est rationné, elles sont davantage utilisées sur des trains locaux. En revanche, 8 locomotives victimes de sabotages ou d'accidents doivent être radiées en 1941-42. Le dépôt de Baulers en regroupera plusieurs pour tracter des trains de voyageurs vers la région de Charleroi.

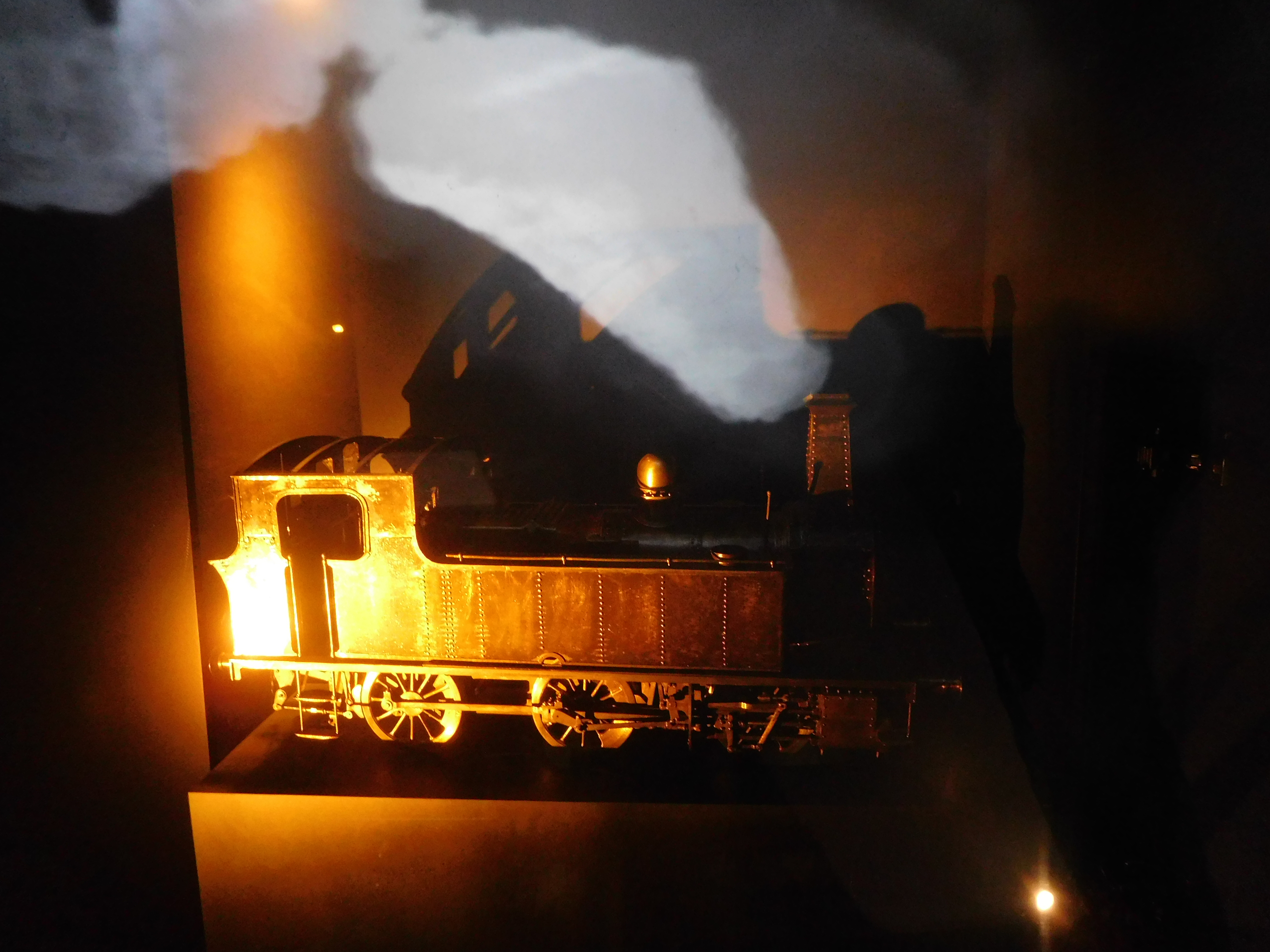
Modèle réduit de la type 11 du musée Train World.

En 1946, les locomotives encore à l'inventaire sont ré-immatriculées entre 11.001 et 046 (21 locomotives). En dehors du dépôt d'Ostende, qui leur consacre trois journées de roulement pour la desserte du port, les autres dépôts (Termonde, Bruges, Ypres, Saint-Nicolas, Baulers, Walcourt, Mariembourg et Saint-Martin) n'ont qu'une journée de pour leurs type 11 respectives. Leur remplacement par des locomotives de manœuvres moins anciennes se poursuivant, les dernières sont arrêtées et rayées des inventaires en 1948-1949.
Une maquette artisanale à l'échelle 1/10, réalisée par les apprentis de l'Atelier Central de Luttre, appartient aux collections du patrimoine historique de la SNCB. Elle est désormais exposée au musée Train World.

## Machines similaires
En 1893, le Grand Central Belge commande à Couillet deux locomotives (numéros 3 et 4) destinées à remorquer les trains sur la nouvelle ligne de Zichem à Montaigu, longue de 5 km. Possédant de nombreux points communs avec les type 11, notamment la forme de l'abri et des soutes, ces 030T à roues d'1,25 m se montrent rapidement trop puissantes pour ce service et sont mutées à Maastricht pour assurer des trains vers Hasselt. Elles sont reprises par l’État belge en 1898 et la n°4 était encore utilisée, aux manœuvres, en 1921.